# أبو لبابة الطاهر حسين
أبو لبابة الطاهر صالح حسين أحد عُلماء الدين المسلمين السُّنَّة، ورئيس جامعة الزيتونة بتونس سابقًا، وأحد أعضاء الهيئة التأسيسية لمجلس حكماء المسلمين.

## حياته
وُلد عام 1940 في تونس، ودرس الشريعة وأصول الدين بجامعة الزيتونة بتونس، ثم التحق للدراسة بجامعة الأزهر وحصل على الماجستير في السُّنَّة وعلومها عام 1974. ثم الدكتوراه في الحديث وعلومه من جامعة الأزهر عام 1983. عمل مديرًا لمركز الدراسات الإسلامية بالقيروان، وعمل كأستاذ للتعليم العالي بجامعة الإمارات العربية المتحدة. وهو كذلك عضو في المجلس الأعلى العالمي للمساجد بمكة، وعضو الاتحاد العالمي لعلماء المسلمين.

## مؤلفاته
من مؤلفاته:
- موقف المعتزلة من السنة.
- التربية في السنة النبوية.
- موقف متصوّفة إفريقيّة وزُهَّادها من الاحتلال العبيدي.
- أبو الوليد الباجي وكتابه: التعديل والتجريح لمن خرج له البخاري في الجامع الصحيح.
- محدّث العصر العلامة: أحمد محمد شاكر وجهوده في خدمة السنّة النبويّة.